# Czernidłówka oszroniona
Czernidłówka oszroniona, czernidłak oszroniony (Coprinopsis poliomalla (Romagn.) Doveri, Granito & Lunghini) – gatunek grzybów należący do rodziny kruchaweczkowatych (Psathyrellaceae).

## Systematyka
Pozycja w klasyfikacji według Index Fungorum: Coprinopsis, Psathyrellaceae, Agaricales, Agaricomycetidae, Agaricomycetes, Agaricomycotina, Basidiomycota, Fungi.
Po raz pierwszy opisał go w 1945 r. Henri Charles Louis Romagnesi, nadając mu nazwę Coprinus ochraceolanatus. Badania z zakresu filogenetyki molekularnej wykazały, że rodzaj Coprinus nie był taksonem monofiletycznym i należy go rozbić na rodzaje. W 2017 r. Francesco Doveri, Vito Mario Granito i Dario L. Lunghini przenieśli Coprinus poliomallus do rodzaju Coprinopsis. W 2003 r. Władysław Wojewoda zarekomendował polską nazwę czernidłak oszroniony (dla synonimu Coprinus poliomallus), w 2025 r. Komisja ds. Polskiego Nazewnictwa Grzybów przy Polskim Towarzystwie Mykologicznym zarekomendowała dla rodzaju Coprinopsis polską nazwę „czernidłówka”.

## Morfologia
Kapelusz
U młodych okazów przed rozwarciem się ma wymiary 5 × 3 mm i kształt elipsoidalny do cylindryczno-elipsoidalnego, później rozszerza się do szerokości 7 mm. Powierzchnia mysioszara, z wiekiem blednąca, całkowicie oprószona, ale na brzegu nieco owłosiona i kłaczkowata.
Blaszki
L = 8-16, l = 0-1, wolne, dość rzadkie, najpierw białe, ale wkrótce szare do plamisto-czarniawych.
Trzon
Wysokość do 20 mm, grubość do 0,5 mm, szklisty, półbulwiasty u nasady.
Miąższ
Bez zapachu.
Cechy mikroskopowe
Zarodniki 6,3–10,3 × 3,8–6,2 µm, Q = 1,34–1,95, cylindryczno-elipsoidalne, elipsoidalne lub jajowate, pod mikroskopem czerwonobrązowe, z centralną porą rostkową o średnicy 1,3 µm. Podstawki 12–28 × 7–9 µm, 4-zarodnikowe, otoczone (3–)4–5(–6) nibywstawkami. Pleurocystydy 50–120 × 21–38 µm, elipsoidalne, workowate lub prawie cylindryczne. Cheilocystydy 40–90 × 18–32 µm, podobne do pleurocystyd. Skórka kapelusza zbudowana z okrągłych elementów pokrytych wąskimi strzępkami, przechodzących ku górze w epikutis. Komórki epikutisu prawie kuliste do elipsoidalnych, o szerokości do 50 µm, połączone elementami o długości 10–75 µm i szerokości 3–7 µm, cylindrycznymi, czasami wrzecionowatymi, bezbarwnymi, częściowo szarawymi, cienkościennymi, ziarnistymi. Osłona na brzegu kapelusza i na trzonie zbudowana w większości ze strzępek cylindrycznych do wrzecionowatych lub maczugowatych. Brak sprzążek.
Gatunki podobne
Coprinopsis coniophora odróżnia się większymi podstawkami, migdałowatymi zarodnikami, wzrostem w grupach oraz siedliskiem – występuje na próchniejącym drewnie.

## Występowanie i siedlisko
Podano stanowiska Coprinopsis poliomalla w Ameryce Północnej, Południowej, Europie i Azji. W Polsce jego stanowisko podali: Barbara Gumińska w 1991, B. Gierczyk i inni w 2009, 2019 i T. Ślusarczyk w 2009.
Saprotrof, grzyb koprofilny. Jego owocniki występują pojedynczo lub w grupach na odchodach, zwłaszcza krowich.